# 桑原嵩佳
桑原 嵩佳（くわばら たかよし、1998年 - ）は、ニューヨーク大学医学部 Postdoctoral Fellow。理学博士。東京大学 総長賞受賞者。

## 来歴
1998年東京都に生まれる。幼稚園ではサッカーを始め、活発な子供だった。また、幼少期から虫に興味を持ち、小学校の頃の夢は虫博士だった。
2009年4月東京大学教育学部附属中等教育学校入学。入学後は、生物部でシロアリの研究を重ね、科学を軸にした自由な発想による研究の成果を、国際舞台で発表し、Global Science Linkでは、シンガポールの国際舞台でオーラルセッションの部で最高賞を受賞する。
2016年3月 東京大学教育学部附属中等教育学校卒業。研究者を目指し 筑波大学生命環境学群生物学類へ入学する。2019年4月 東京大学大学院理学系研究科生物科学専攻　修士課程進学。日本学術振興会 特別研究員(DC1)。2024年3月東京大学大学院 理学系研究科 生物科学専攻 博士課程 卒業。

## 受賞
- 2015年03月  つくばScience Edge2015 グランドアワード　未来指向賞
- 2015年09月  グローバルサイエンスリンク・シンガポール Innovative Awar
- 2023年09月29日 高遠桜雲賞
- 2024年3月　2023年度「東京大学総長賞」 - 母校の東京大学教育学部附属中等教育学校で長きにわたり生物部のコーチを務め、指導した高校生の多数が、国際的なコンクールに出場・表彰し評価され、「課外活動・社会貢献」分野での受賞。
- 2024年3月　研究科奨励賞